# Heinz Schleif
Heinz Schleif (* 3. März 1926) ist ein ehemaliger deutscher Fußballspieler. Mit Turbine Halle wurde er 1952 DDR-Fußballmeister.

## Sportliche Laufbahn
Schleif bestritt seine ersten Spiele in der ostdeutschen Oberliga 1950 bei der Betriebssportgemeinschaft (BSG) Turbine Halle, dem Ostzonenmeister von 1949. Nach zwei enttäuschenden Spielzeiten, in denen die Hallenser nur Fünfter bzw. Sechster geworden waren, konnte sie in der Saison 1951/52 ihrer eigentlichen Favoritenrolle gerecht werden und gewannen überlegen die DDR-Meisterschaft. Entscheidenden Anteil daran hatte das so genannte „magische Quadrat“ mit den Läufern Rappsilber, Knefler und den beiden Halbstürmern Walter Schmidt und Schleif. Schleif gehörte dabei mit seinen neun Meisterschaftstoren nicht nur zu den treffsichersten Torschützen der Turbine-Mannschaft, er war auch einer der drei Spieler, die alle 36 Punktspiele bestritten. Obwohl mit fast unveränderter Mannschaft antretend, stürzte Turbine 1952/53 bis auf den 13. Platz ab und spielte lange gegen den Abstieg. Am Ende der Saison verließen aus Enttäuschung über die Niederschlagung des Volksaufstandes vom 17. Juni 1953 zahlreiche Stammspieler die BSG. Schleif gehörte zu den wenigen, die blieben und sorgte in der neu zusammengestellten Mannschaft 1953/54 für den Klassenerhalt, der mit Platz acht sicher erreicht wurde. Im Sommer 1954 gehörte Schleif auch zu den Spielern, die sich der Fußballsektion des neu geschaffenen SC Chemie Halle-Leuna anschloss. Als die Mannschaft jedoch 1955 bereits nach einem Jahr aus der Oberliga abstieg, verließ auch der 28-jährige Schleif nach 115 DDR-Oberliga-Spielen mit neun Torerfolgen Halle und schloss sich dem westdeutschen Oberligisten Bayer 04 Leverkusen an. Nach dem Abstieg 1956 spielte Schleif noch einige Jahre mit Leverkusen in der zweitklassigen 2. Oberliga.